# Olsenbanden ger sig aldrig!
Olsenbanden ger sig aldrig! är en norsk film från 1981 regisserad av Knut Bohwim. Filmen är den elfte i serien om Olsenbanden.

## Handling
Egon kommer ut fängelset, och den här gången med en svart portfölj i handen. Den här gången är inte kontanter viktiga, nu gäller det värdepapper i ett aktiebolag. Egon har för avsikt att förvärva företaget Steen & Strøm, men tyvärr går inte allt enligt planen.

## Rollista
- Arve Opsahl - Egon Olsen
- Carsten Byhring - Kjell Jensen
- Sverre Holm - Benny Fransen
- Aud Schønemann - Valborg
- Sverre Wilberg - Hermansen
- Øivind Blunck - kriminalkonstapel Holm
- Ivar Nørve - civilekonom Hallandsen
- Ove Verner Hansen - Biffen
- Ulf Wengård - resebyråexpedit
- Per Lillo-Stenberg - Bang-Johansen
- Dick Kaysø - Biffens medhjälpare